# La intersección de Einstein
La intersección de Einstein (título original en inglés: The Einstein Intersection) es una novela de ciencia ficción de Samuel R. Delany publicada en 1967. Ganó el premio Nébula a la mejor novela del género en 1967 y fue nominada para el premio Hugo a la mejor novela de 1968. El título que Delany pensó ponerle a la obra era «Una fabulosa, informe oscuridad». 
La novela se inspira supuestamente en la película de 1959 Orfeo negro de Marcel Camus. El protagonista, Lo Lobey, está algo basado en el personaje de Orfeo, y el personaje de Kid Death es como Death en la película.

## Acogida
Algis Budrys expresó que Delany tiene «tan poca disciplina como cualquier escritor que ha probado su experiencia en ciencia ficción», y que «La Intersección de Einstein era una libro cuya estructura y propósito no se advierten en sus propios términos». Dijo además que «Delany simplemente operaba en un plano que ni  Robert Heinlein ni John W. Campbell hubieran soñado....ni Ted Sturgeon, Ray Bradbury o ninguno que pudiera presentarse como un poeta antes de 1960», y «recomendaba urgentemente» la novela.